# Rose Alba
Rose Alba (bürgerlich: Felicity Mary Devereux; * 5. Februar 1920 in Kairo; † 2. Dezember 2005 in London, England, Vereinigtes Königreich) war eine englische Schauspielerin.

## Leben
Rose Alba wurde 1920 in Kairo in Ägypten geboren. Sie starb im Dezember 2005 in London, England im Alter von 87 Jahren.
Von 1955 bis zuletzt 1981 war sie in mehr als 30 Film- und Fernsehproduktionen zu sehen.

## Filmografie
- 1955: Shadow of a Man
- 1955: Der goldene Falke (Il falco d’oro)
- 1956: Home Is the Sailor
- 1958: Armchair Theatre
- 1958: Television Playwright
- 1959: Play Box
- 1959: BBC Sunday-Night Theatre
- 1959: Call Me Sam
- 1959: Probation Officer (Fernsehserie)
- 1960: No Hiding Place (Fernsehserie)
- 1960: ITV Play of the Week
- 1960: Die sonderbare Welt des Gu(e)rney Slade (The Strange World of Gurney Slade, Miniserie)
- 1961: The Grand Junction Case
- 1961: One Step Beyond …
- 1961: Mary Had a Little...
- 1961: Harpers West One  (Fernsehserie)
- 1961: Die Verfolger (The Pursuers, Fernsehserie)
- 1963: The Switch
- 1963: Eves on Skis
- 1965: James Bond 007 – Feuerball (Thunderball)
- 1966: Court Martial (Fernsehserie)
- 1968: The Ugliest Girl in Town (Fernsehserie)
- 1968: Simon Templar (Fernsehserie)
- 1969: School fo Sex: Rund ums Bett
- 1969: Ein liebenswertes Freudenhaus (The Best House in London)
- 1971: Foursome
- 1971: Die 2 (The Persuaders!, Fernsehserie)
- 1975: Hoff's Back
- 1977: Lord Tramp
- 1979: Der Pass des Todes
- 1980: The Ghost Sonata
- 1980: Fellinis Stadt der Frauen (La città delle donne)
- 1981: Omnibus
- 1983: Funny Money – Tödliche Kreditkarten